# ZEPA Banco de la Concepción
ZEPA Banco de la Concepción este o arie protejată (arie de protecție specială avifaunistică — SPA) din Spania întinsă pe o suprafață de 452.304,55 ha, integral marine.

## Localizare
Centrul sitului ZEPA Banco de la Concepción este situat la coordonatele 30°01′33″N 12°35′31″W / 30.0259°N 12.592°V.

## Înființare
Situl ZEPA Banco de la Concepción a fost declarat arie de protecție specială avifaunistică în iulie 2014 pentru a proteja 12 specii de animale.

## Biodiversitate
Situată în ecoregiunile  și marină macaroneziană, aria protejată nu include niciun habitat protejat.
La baza desemnării sitului se află mai multe specii protejate de  păsări (12): Bulweria bulwerii, Calonectris diomedea, chirighiță neagră (Chlidonias niger), Hydrobates castro, Hydrobates leucorhous, Hydrobates pelagicus, Pelagodroma marina, Puffinus assimilis, Puffinus puffinus, chiră de baltă (Sterna hirundo), Sterna paradisaea, chiră de mare (Thalasseus sandvicensis).
Pe lângă speciile protejate, pe teritoriul sitului au mai fost identificate 3 specii de păsări.